# 폴리스 박스

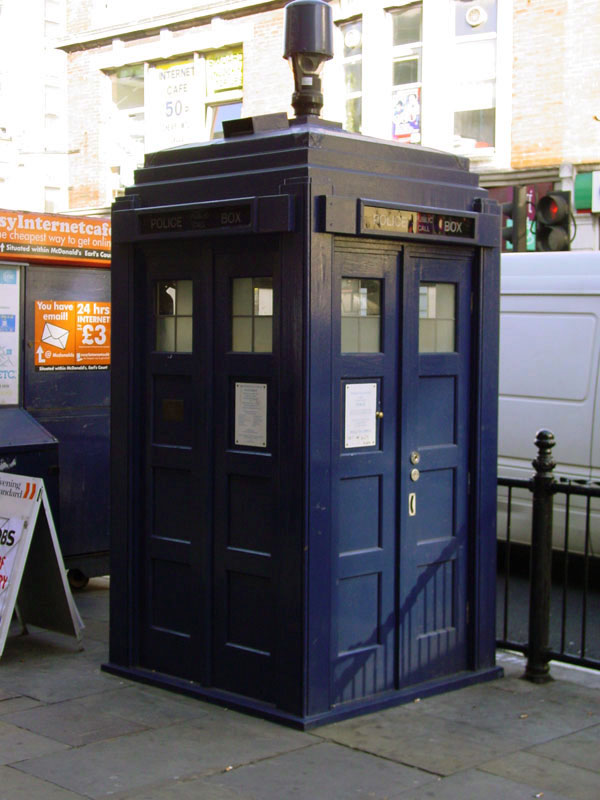
런던 얼스코트 역에 있는 한 경찰 박스의 모습. 1996년에 세워졌고 1929년 길버트 매켄지 트렌치의 도안을 기초로 했다.
구글 맵스에서는 브라우저가 이 박스 안으로 들어가서 타디스가 된 내부를 둘러보도록 하는 이스터 에그가 있다.

폴리스 박스(police box)는 경찰이 사용하거나 일반인이 경찰에 연락하기 위하여 공공장소에 설치된 영국의 전화 키오스크 또는 전화 박스이다. 일반적인 전화 박스와는 달리 경찰 박스의 전화기는 여닫이문 뒤편에 달려 있어서 바깥에서 사용할 수 있도록 했고, 박스 내부에는 경찰관들이 보고서를 읽거나 작성하고, 식사시간이나 휴식시간을 가지고, 심지어는 차량이 도착하기 전까지 죄수들을 임시로 가두어 놓는 사실상의 경찰서이다.
경찰 박스는 이동 통신 시대보다 앞선 것인데, 현재 영국 경찰관들은 고정된 키오스크에 의존하는 대신 송수신 무전기와 휴대 전화, 아니면 둘 중 하나를 가지고 다닌다.:2 대부분의 경찰 박스들은 현재 폐기되거나 이용이 중단된 상태다.
전형적인 경찰 박스는 현지 경찰서와 직결로 연결되는 전화기가 들어 있어서 순찰하는 경관들이 경찰서와 계속 연락하도록 하여 무엇이든 수상한 점을 보고하고나 필요할 경우 지원을 요청하게 해 주었다. 박스 꼭대기에 있는 불은 경관에게 경찰서로 연락할 것을 요청받았다는 사실을 알릴 때 밝힐 수 있다.:2 일반인들도 비상시 경찰서로 연락하는 전화기를 사용할 수 있었다.:2
영국 경찰 박스는 일반적으로 파란색이었다. 단 글래스고에서는 1960년대 후반까지 붉은색이었다.:13 박스에는 전화는 물론 사건 일지, 소화기, 구급상자 등의 장비도 들어 있었다.:14 오늘날 파란 경찰 박스의 이미지는 텔레비전 공상과학 드라마 《닥터 후》와 크게 연관지어지는데, 주인공의 타임 머신인 타디스는 1960년대 영국 경찰 박스의 모습을 하고 있다. 파란 경찰 박스의 이미지는 타디스라는 맥락에서 BBC의 트레이드마크이다.

## 역사

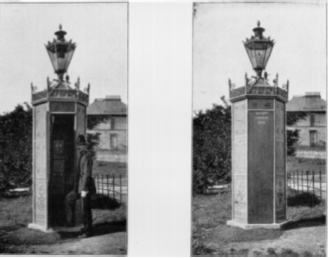
1894년 내셔널 텔레폰 컴퍼니가 판매한 '글래스고식 경찰 신호소 시스템'의 광고.

최초의 경찰용 전화기는 알렉산더 그레이엄 벨이 전화를 발명하고 1년 뒤인 1877년 미국 앨버니에 설치되었다.:3 경찰과 일반인이 사용하는 전화 박스는 1883년 미국 워싱턴 D.C.에 설치되었는데, 1884년에는 시카고와 디트로이트에 경찰 전화 박스를 설치했고 1885년에는 보스턴이 뒤를 이었다.:3 이 전화 박스들은 우체통에 놓인 직통 전화로 열쇠나 유리판을 깨트려 자주 접할 수 있었던 것들이었다. 시카고에서는 전화기들은 경찰용으로 제한되었으나 박스에 일반인이 다양한 유형의 경보를 신호하는데 사용할 수 있도록 한 다이얼 장치도 들어 있었다. 열한 가지의 신호가 있었는데, '경찰 마차 요청', '도둑', '위조범', '살인자', '사고', '화재', '취객' 등이었다.:4
영국 내 최초의 공공 경찰 전화기는 1891년 글래스고에 도입되었다. 주철로 만든 이 높다란 육각형 박스들은 붉은색으로 칠해졌고, 지붕에 고정된 커다란 가스 랜턴은 물론 중앙경찰서가 근처에 있는 경찰관들에게 경찰서에 보고하라는 신호로 랜턴을 밝힐 수 있는 장치도 있었다.:5
나무로 만든 직사각형 박스들은 1923년 선덜랜드, 1925년 뉴캐슬에 도입되었다. 런던 경찰청은 1928년~1937년에 런던 전역에 경찰 박스를 도입했고, 1929년에는 런던 경찰청을 위해 길버트 맥켄지가 훗날 가장 잘 알려지게 되는 디자인을 창안했다. 몇가지 출처 (예:)에서는 가장 초기의 박스들은 나무로 만들어졌다고 주장하지만, 맥켄지가 만든 최초의 기초 설계도에는 박스의 뼈대를 만드는 재료가 '콘크리트'이고 문만 나무 (구체적으로는 '티크목')로 만들어진 것으로 나타나 있다. 경관들은 콘크리트 박스가 너무 춥다고 불평했다. 박스들 내부에는 일반적으로 경관들이 사용하기 위한 의자, 테이블, 솔과 걸레, 소화기, 작은 전기난로가 들어가 있었다. 19세기 글래스고에 있던 박스들처럼 런던 경찰 박스에는 각 박스의 꼭대기마다 경찰서와 연락하라고 경찰관들에게 지시하는 신호를 보내는 불이 있었다.
1953년에는 런던 거리에 685개의 경찰 박스가 있었다. 경찰 박스는 개인 무전기의 도입에 따라 단계적으로 철거된 1969년~1970년까지 경찰 사무에서 중요한 역할을 했다. 경찰 박스의 주된 기능이 워키토키와 같은 휴대용 통신기기의 부상으로 대체되었기 때문에, 오늘날 영국에는 극히 드문 수의 박스가 남아있다. 몇 개는 시내 중심가의 커피점으로 바뀌었다. 에딘버러에서는 박스가 흔하긴 하나 이곳도 12개만이 손상되지 않은 채 남아있으며, 대다수는 여러 가지 상태로 파손되었다. 에딘버러의 박스들은 상대적으로 크고 직사각형 방식으로, 에딘버러에서 신고전주의 건축이 풍부함에 영감을 받은 에버니저 제임스 맥레이의 디자인이다. 가장 많았던 때에는 86개의 박스들이 도시 곳곳에 산재해 있었다. 2012년 로디언 보더스 경찰국은 20개를 소유한 채로 남기고 추가로 22개를 매각했다. 레스터셔 주의 마을인 뉴타운린포드에 소재해 있는 경찰 박스 하나는 오늘날도 여전히 지역 경찰이 사용하고 있다.
1994년 스트래스클라이드 경찰청은 남아있는 글래스고 경찰 박스들을 폐기하기로 결정했다. 하지만 민방위응급서비스 보존회 (Civil Defence & Emergency Service Preservation Trust)와 글래스고 건축보존회 (Glasgow Building Preservation Trust)의 제재로 인하여 몇몇 경찰 박스들은 글래스고의 건축 유산으로 포함되어 보존되었고, 오늘날까지 남아 있다. 적어도 네 대의 경찰 박스가 그레이트 웨스턴 로 (바이어스 로 모퉁이 지점), 버처넌 가 (로열 뱅크 플레이스 모퉁이 지점), 윌슨 가 (글라스포드 가 교차로 지점, 최근에 완전 복원됨), 대성당 광장의 모퉁이 부근 (캐슬 가 모퉁이 지점, 역시 최근에 복원됨) 에 남아있는 상태다. 글래스고 교통박물관 내에도 붉은 경찰 박스 하나가 보존되어 있었으나, 글래스고 시의회가 새로운 교통박물관에 적합하지 않다고 결정한 뒤 민방위회 측에 반환되었다. 글래스고 내에서 그레이트 웨스턴 로, 대성당 광장, 버처넌 가에 있는 경찰 박스들은 최근 글래스고를 본거지로 한 어느 커피 소매점에 허가가 나 있다. 2009년 기준으로, 그레이트 웨스턴 로와 버처넌 가에 있는 박스들만 음료 제공 목적으로 전환되었으며, 민방위응급서비스 보존회에 의해서 트레이트마크인 디자인보다 더 수정해서 박스 외관을 바꾸는 것은 강제로 제한되어 있다.
민방위응급서비스 보존회는 현재 민간 수집단체로서 영국 최후의 '길버트 맥켄지 기초' 경찰 신호 박스 11대를 관리한다. 이러한 형식의 또다른 푸른 경찰 박스가 더비셔 주 크라이츠의 국립전차박물관에 보존되어 있다. 보존회 소속 박스들 중 하나는 켄트 주 채텀에 있는 켄트 경찰박물관 바깥에, 또다른 하나는 그람피언 교통박물관에 서있다. 헨든에 자리한 런던 경찰청 대학교 (필 센터) 구내에는 맥켄지 기초 박스의 원형이 하나 있다. 일반인에게 접근하도록 되어있진 않지만 런던 지하철 노던 선에서 콜린데일 역 - 헨든 센트럴 역 구간을 이동하는 열차 내에서 (왼편으로) 이 상자를 쉽게 찾아볼 수 있다.
시티오브런던에는 더 이상 제 기능을 하지 않는 문화재건물 2등급으로 지정된 경찰 '전화 기둥' 8대가 여전히 제자리에 남아있다. 시티오브런던 경찰청판 박스들은 철로 된 직사각형 기둥으로 주조되었는데, 완전한 크기의 박스로 하기에는 거리가 너무 협소했기 때문이었다. 한 칸에는 전화기가 들어 있었고 잠겨진 다른 칸에는 구급상자가 있었다. 1907년부터 "스퀘어마일"에 50개의 기둥이 설치되었고, 1988년까지 사용되었다.
1996년 4월 18일 목요일, 맥켄지 기초 디자인에 기반을 둔 새로운 경찰 박스 한 대가 CCTV 카메라 여러 대와 경찰과 연결된 전화기 한 대를 갖추고 런던의 얼스코트 지하철역 바깥에 모습을 드러냈다. 전화기는 2000년 4월 런던의 전화번호가 바뀌면서 작동을 멈췄으나, 박스는 유지비와 보수 기금이 그 이후로 오랫동안 끊겨 있었는데도 남아 있었다. 2005년 3월 런던 경찰청은 (《닥터 후》와 연관된 덕에 관광객들의 볼거리가 된) 이 박스의 재단장과 유지를 위한 기금 모금을 재개했다.
글래스고는 2005년 새로운 디자인의 경찰 박스들을 도입했다. 새로운 경찰 박스는 부스는 아니지만 대신에 전화거는 사람을 경찰 CCTV 제어실 관리자와 연결시켜주는 컴퓨터 처리화된 키오스크이다. 이 박스들은 10피트 (약 3미터) 높이에 황연색으로 겉칠이 되어있으며, 세 개의 스크린으로 범죄 예방 및 경찰력 보충 관련 정보와 여행객 대상 정보까지도 제공하는 24시간 안내소로 가동된다.
맨체스터에서도 글래스고에 있는 것과 비슷한 '도움소 (Help Point)'들이 있는데, 비상 버튼이 눌려지면 작동되는 사이렌이 들어 있다. 이 버튼은 부근의 CCTV 카메라들이 그 도움소로 초점을 맞추도록 만들기도 한다.
리버풀에는 경찰 '도움소'라고 하여 경찰 박스와 비슷한 구조물이 있다. 이 도움소는 본래 인터콤 박스로, 경찰과 직접 연결되는 누름 단추가 기둥 위 CCTV 카메라 한 대 밑에 놓여 있다. 본머스의 보스콤브에서는 지역 내 범죄와 맞서기 위한 시도 중 하나로 도시만의 옛날 방식의 경찰 박스를 2014년 4월에 문을 열었다. 이 박스에는 경찰, 보안 카메라, 제세동기가 없을 경우를 위한 노란색 전화기 한 대가 들어있다.

## 닥터 후

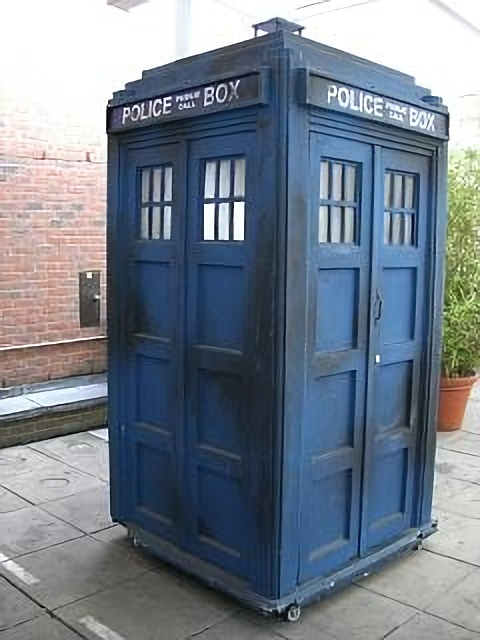
1980년대에 유리섬유로 만들어진 타디스 소품. BBC 텔레비전 센터에서 볼 수 있다.

BBC의 텔레비전 공상과학 드라마 시리즈 《닥터 후》에서는 타임머신인 타디스가 나오는 것이 가장 큰 특징인데, 이 타디스는 매켄지 기초 스타일의 경찰 박스로 둔갑해 있다. 일반적으로 주위 환경과 뒤섞여 어우러지도록 둔갑하게 해주는 타디스의 '카멜레온 서킷'이 1963년 잉글랜드에서 고장나 버렸고, 1985년 한 여정에서 잠깐 동안 보였을 때 빼고는 타디스를 드라마 내에서 가장 자주 보이는 모습인 경찰 박스로 고정시켜 놓았다.《닥터 후》는 원래 1963년부터 1989년까지 방영되었는데, 경찰 박스가 1970년대에 단계적으로 폐기되었기에 시간이 흐르면서 파란 경찰 박스의 이미지는 경찰 그 자체만큼이나 《닥터 후》와 연관지어지게 되었다. 1996년, BBC는 파란 경찰 박스의 디자인을 《닥터 후》 관련 상품에 사용하기 위해 상표권을 출원했다. 1998년 경찰 박스 이미지의 권리를 주장한 런던 경찰청은 상표권 주장에 대해 이의를 제기했다. 2002년 특허청은 런던 경찰청(이나 타 경찰청) 측이 한번이라도 이미지를 상표로 등록했다는 증거가 없다며 논란을 종결짓고, BBC의 손을 들어주는 것으로 판결했다. 이와 더불어 BBC는 경찰 측의 아무런 소송 없이 이미지에 기반한 상품을 30년 넘게 판매해 왔다. 드라마 시리즈는 2005년 부활했고, 거의 모든 에피소드에서 경찰 박스가 특색으로 눈에 띄게 등장하는 일은 계속되고 있다.
타디스의 내부 공간과 색깔이 수차례 바뀌었는데도 불구하고, BBC의 촬영용 소품은 여전히 원래의 맥켄지 기초 모델 그대로의 복제품이다. 이는 드라마의 배경 내에서 설명되는데, 카멜레온 서킷은 너무 오랫동안 똑같은 설정으로 놔둔다면 "흐름"의 일부를 보여주려는 경향이 있고, 닥터의 타디스에 있는 카멜레온 서킷은 어떠한 경우에도 오작동된다는 설정이다.

## 경찰 박스의 모습

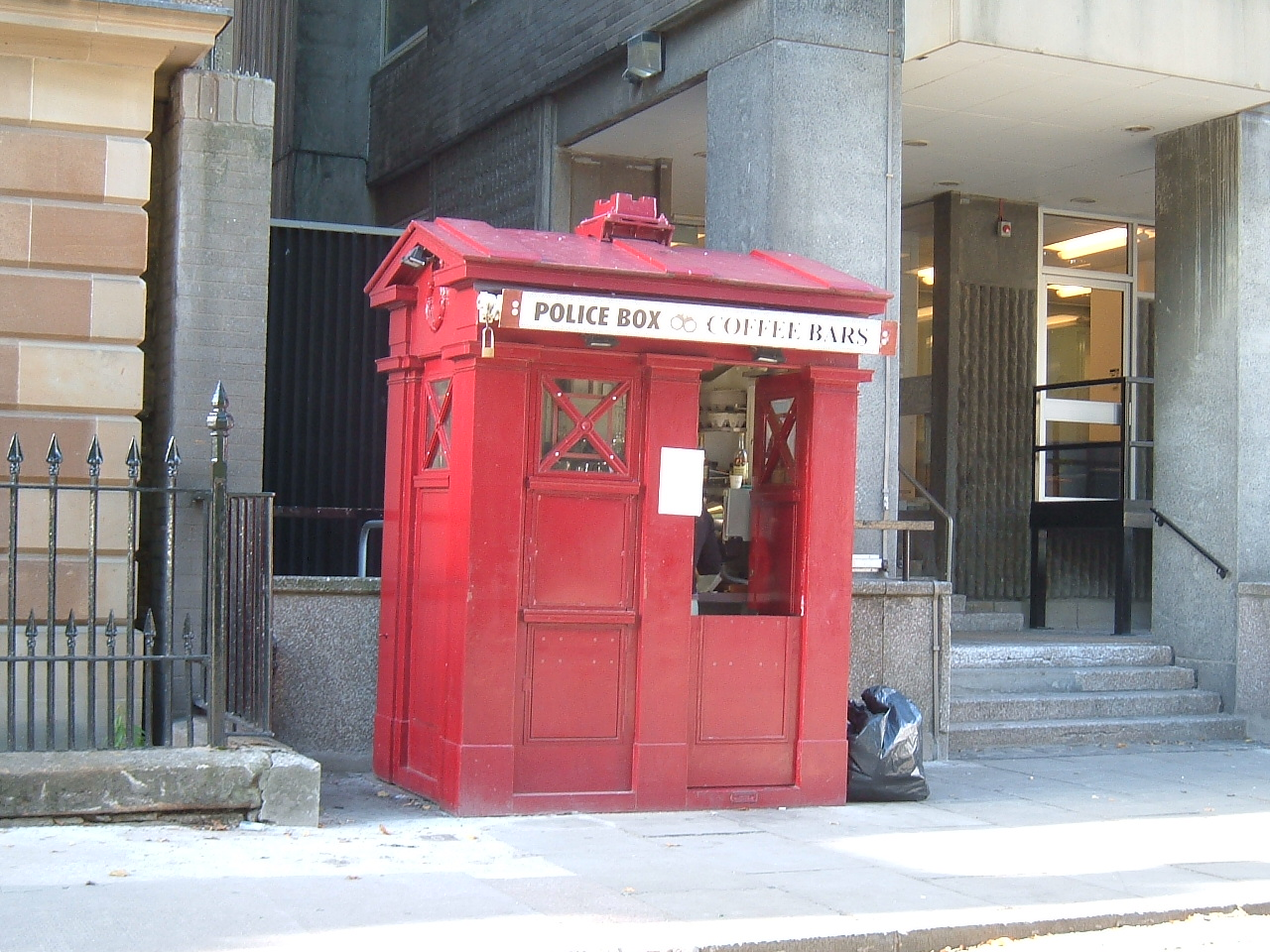
에딘버러에 있는 이 경찰 박스는 현재 커피점으로 이용되고 있다.
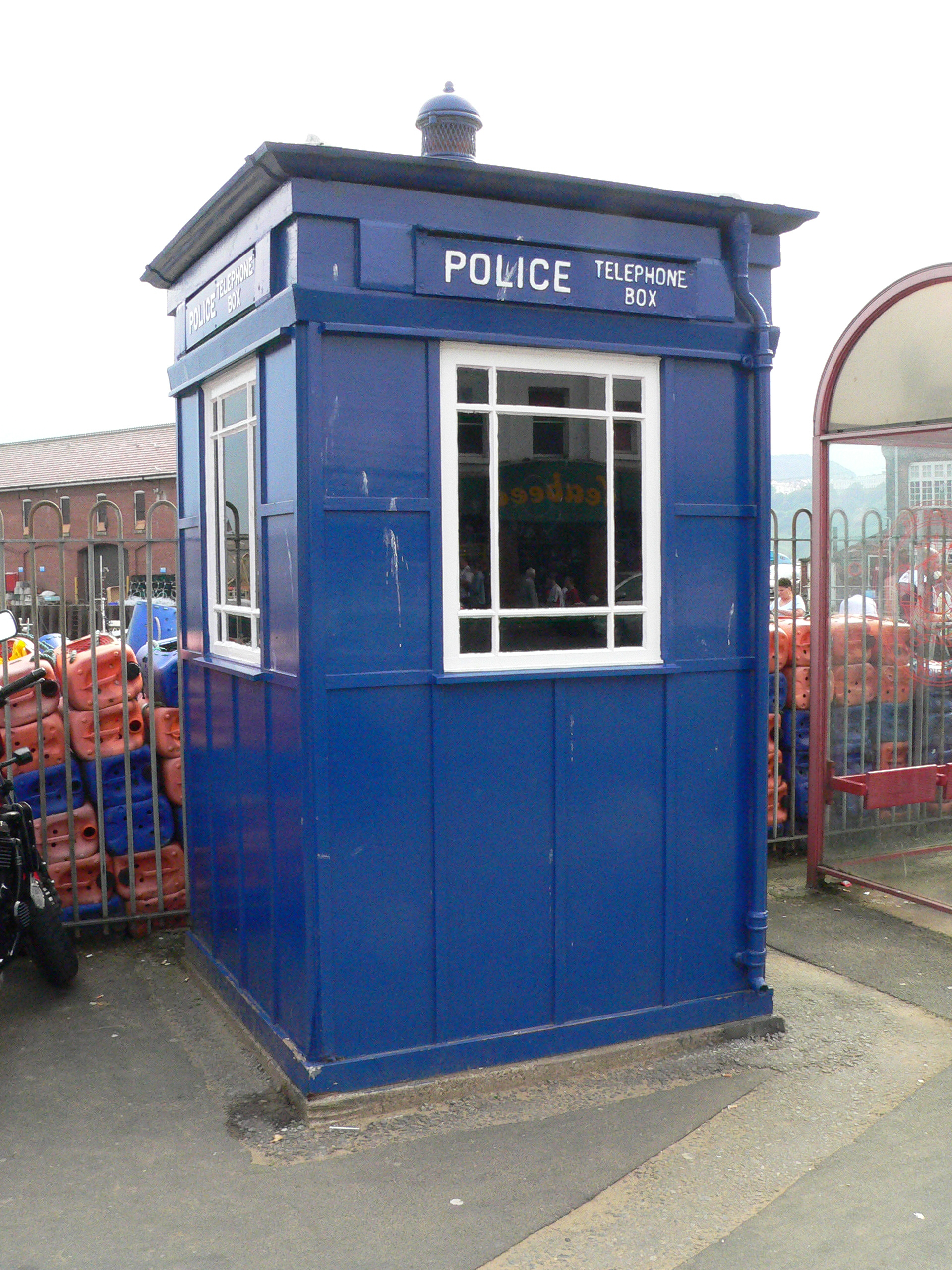
스카버러의 해안가에 있는 경찰 박스
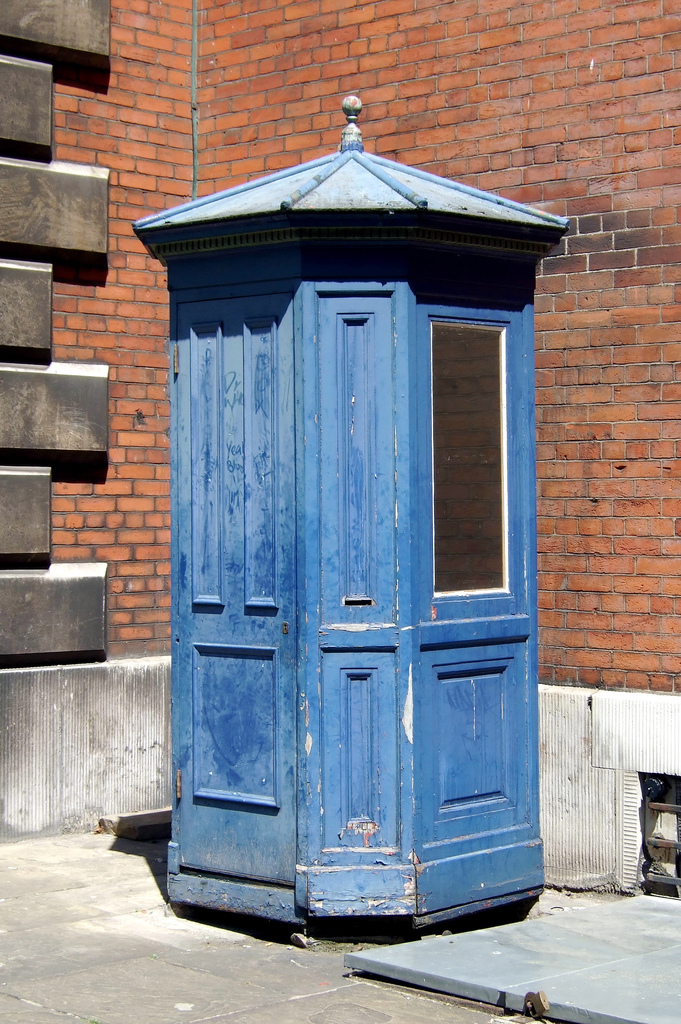
런던 코번트 가든에 있는 오래된 경찰 박스 (전화기는 없음)
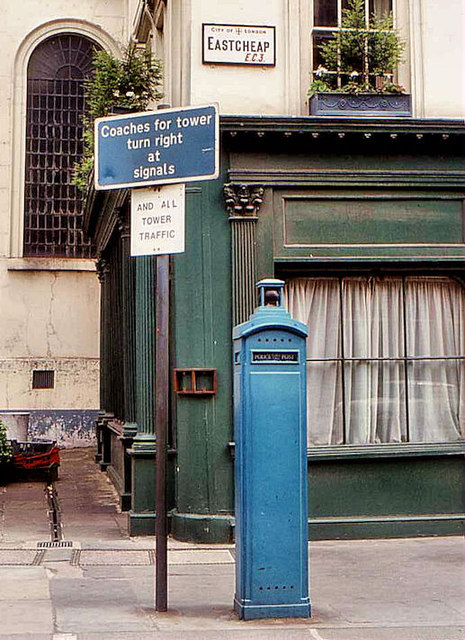
이스트칩에 있는 시티오브런던 경찰국 소속 박스 (1981년)
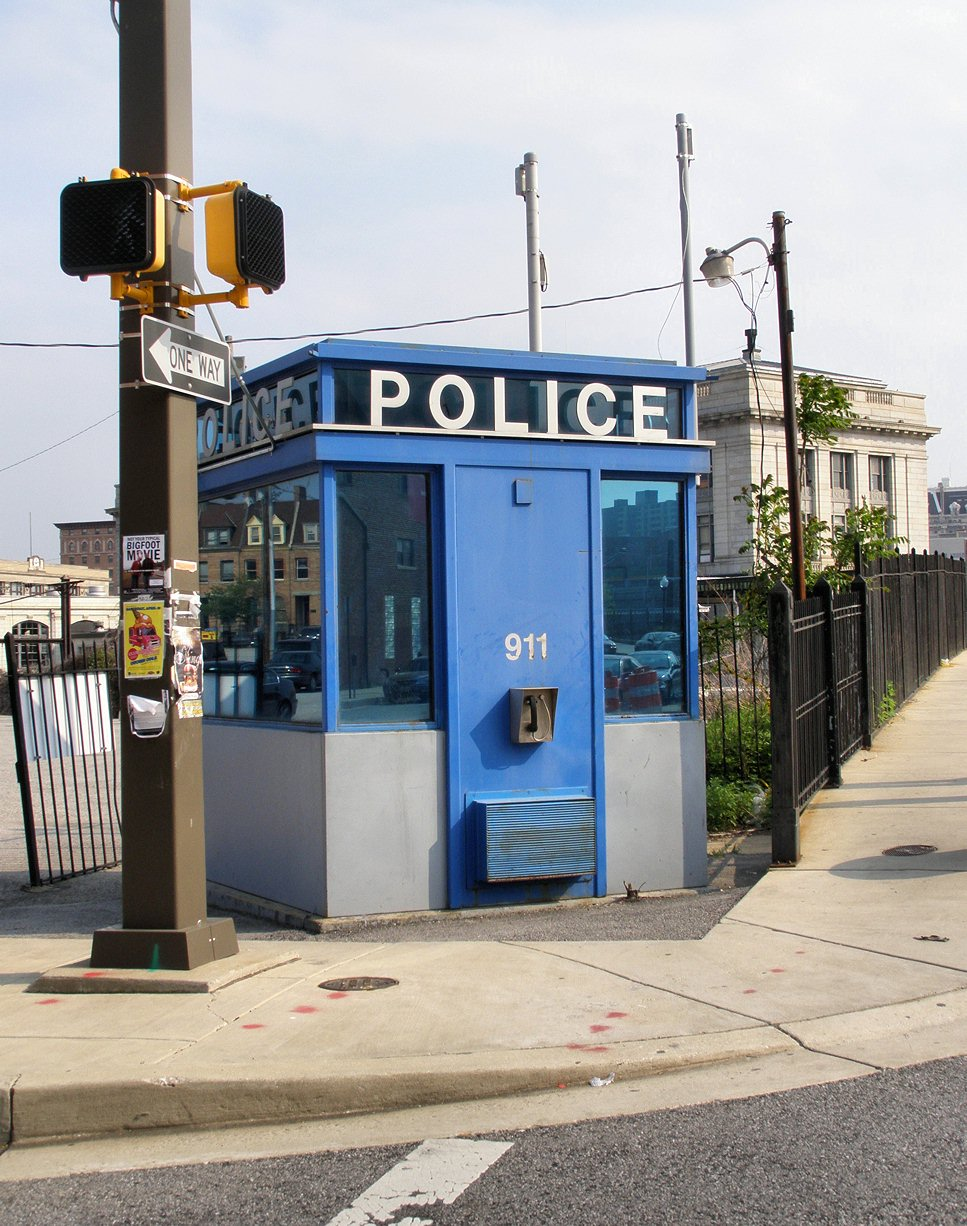
미국 메릴랜드주 볼티모어에 있는 한 현대적인 경찰 박스. 영국식 컨셉트에 기반을 두었다.
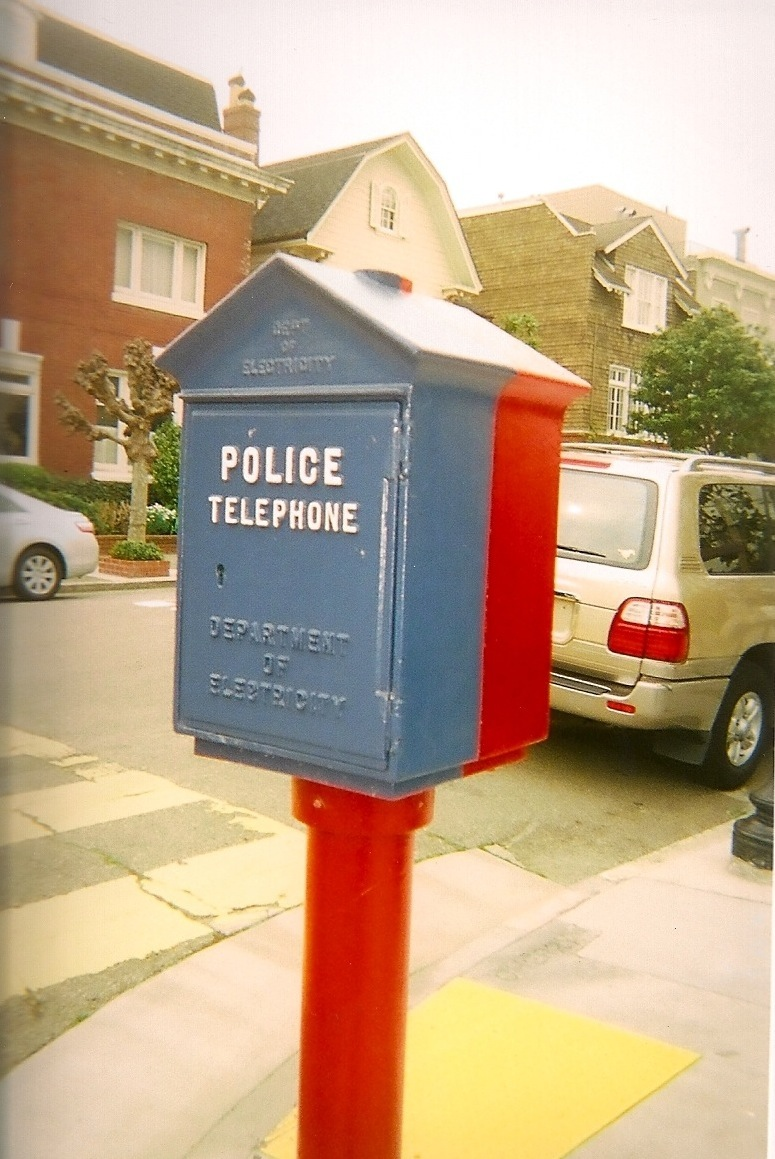
미국 샌프란시스코에 있는 한 경찰 전화기. 시내에 있는 수백개 중 하나이다.
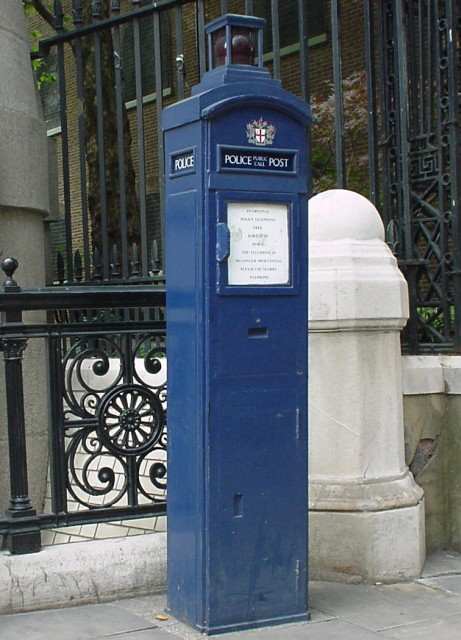
런던 세인트 마틴즈 르 그랑 가에 있는 'Met 소속' 남색 경찰 전화 기둥 (작동 안함). 'City 소속' 박스는 하늘색으로 칠해졌다.
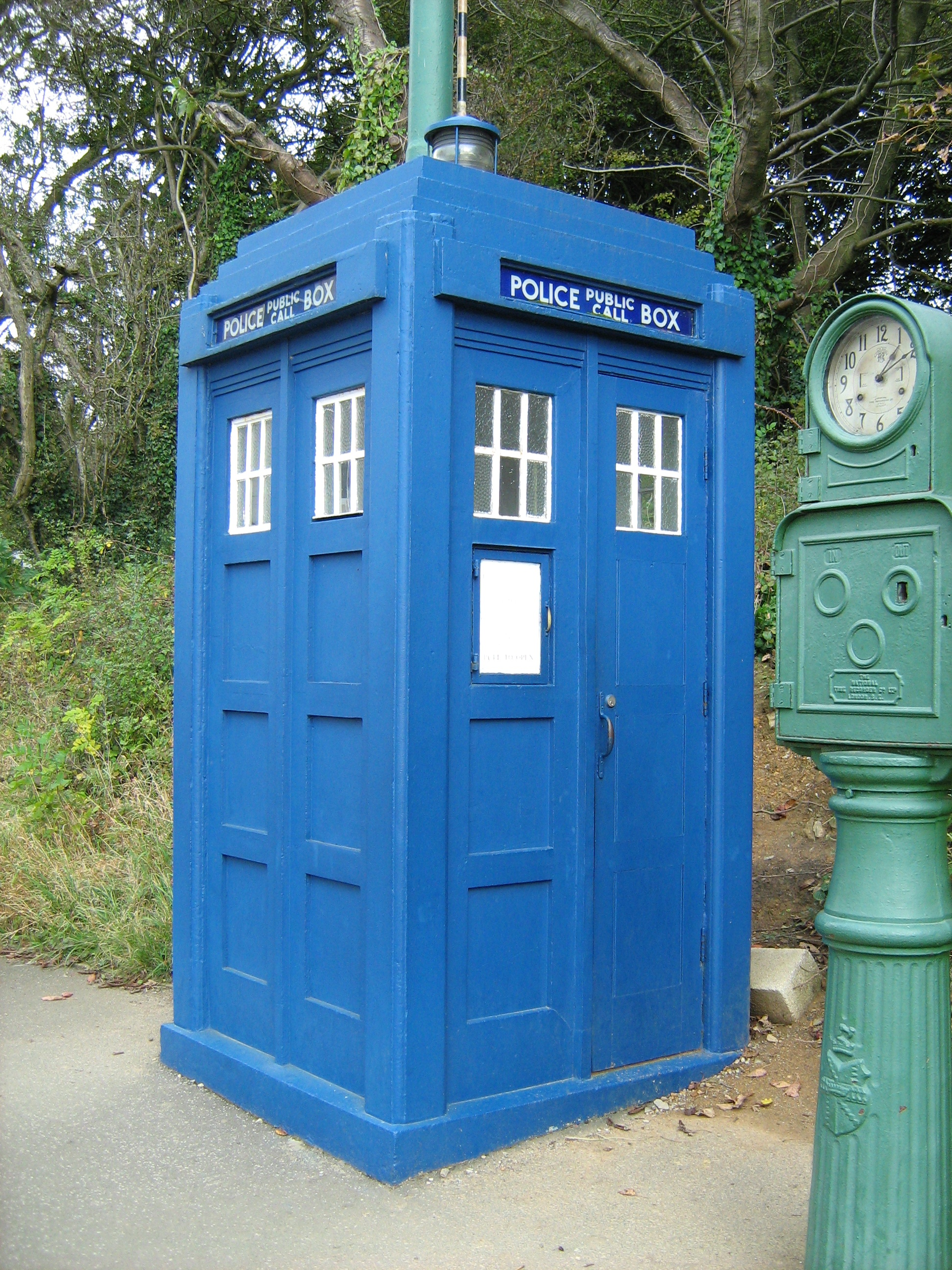
더비셔 주 크라이츠의 국립전차박물관에 보존되어 있는 1929년 맥캔지 기초 디자인안 경찰 박스

## 같이 보기
- 파출소
- 붉은 전화 박스
- 키오스크
- 타디스
- 소머던 타디스